# NGC 3015
NGC 3015 is een lensvormig sterrenstelsel in het sterrenbeeld Sextant. Het hemelobject werd op 23 april 1864 ontdekt door de Duitse astronoom Albert Marth.

## Synoniemen
- UGC 5261
- MCG 0-25-20
- ZWG 7.41
- ARAK 218
- IRAS 09468+0122
- PGC 28240